# Victor Ivrii
Victor Ivrii (Sovetsk, 1 de outubro de 1949) é um matemático soviético naturalizado canadense.
Foi palestrante convidado do Congresso Internacional de Matemáticos em Helsinque (1978) e em Berkeley (1986).